# École Nationale des Ponts et Chaussées
A École nationale des ponts et chaussées, em geral referida simplesmente por École des ponts, é a mais antiga escola de engenharia civil do mundo, mantendo-se como uma das mais prestigiosas escolas de engenharia da Europa. Tem o seu campus em Marne-la-Vallée, em Paris, mantendo alguns dos seus departamentos em edifícios históricos de Paris. É uma das grands écoles de França e a mais antiga e prestigiada instituição integrada no Instituto de Tecnologia de Paris (ParisTech).
Após a criação do Corpo de Pontes e Estradas em 1716, o Conselho do Rei decidiu em 1747 fundar um curso de formação específico para os engenheiros do estado, como École royale des ponts et chaussées. Em 1775, a escola tomou o nome atual de École nationale des ponts et chaussées, de Daniel-Charles Trudaine, num momento em que o Estado decidiu estabelecer um controle progressivo e eficiente da construção de estradas, pontes e canais, e em a formação de engenheiros civis.
O primeiro diretor da escola, de 1747 a 1794, foi Jean-Rodolphe Perronet, engenheiro, administrador do serviço público e colaborador da Encyclopédie de Denis Diderot e Jean le Rond d'Alembert. Sem professor, cinquenta alunos (entre os quais Lebon, Bernardin de Saint-Pierre, Pierre-Simon Girard, Riche de Prony, Méchain e Brémontier), inicialmente aprenderam geometria, álgebra, mecânica e hidráulica. Visitas a canteiros de obras, cooperações com cientistas e engenheiros e participação no desenho do mapa do reino usado para completar seu treinamento, que geralmente durava de quatro a doze anos.

## Ex-alunos célebres
Entre os seus mais famosos antigos alunos, incluem-se:
- Henri Becquerel, físico
- Eugène Belgrand, engenheiro
- Albert Caquot, engenheiro civil
- Marie François Sadi Carnot, Presidente da República Francesa
- Augustin Louis Cauchy, matemático
- Antoine de Chézy
- Gaspard-Gustave Coriolis, matemático e físico
- Augustin-Jean Fresnel, físico
- Eugène Freyssinet, engenheiro civil, especialista em estruturas.
- Joseph Louis Gay-Lussac, físico-químico
- Charles Joseph Minard, engenheiro civil e pioneiro dos grafos de informação
- Claude-Louis Navier, engenheiro e físico, conhecido pelo desenvolvimento das equações de Navier-Stokes
- Príncipe Souphanouvong, presidente do Laos de 1975 a 1991
- Louis Vicat, engenheiro, inventor do cimento artificial
- Frédéric Brüstlein, político franco-brasileiro, foi prefeito de Joinville[3]

- Étienne-Louis Boullée, arquitecto
- Miguel Calmon, engenheiro, Reitor da Universidade Federal da Bahia